# Chiesa della Purificazione della Beata Vergine Maria (Felino)
La chiesa della Purificazione della Beata Vergine Maria è un luogo di culto cattolico dalle forme romaniche e rinascimentali, situato in piazza Achille Miodini a Felino, in provincia e diocesi di Parma; è sede di una parrocchia compresa nella zona pastorale della Pedemontana.

## Storia
L'originario luogo di culto fu edificato in epoca medievale, prima del XIII secolo; risale infatti al 1230 il primo documento che attesti l'esistenza della "Capella Sancte Marie de Felino", all'epoca dipendente dalla pieve di Sant'Antonino Martire di Barbiano.
Nel 1564 la cappella fu elevata al rango di parrocchia.
Nel 1600 la piccola chiesa romanica fu modificata in stile rinascimentale, conservando solo alcuni elementi della struttura originaria.
Nel 1896 un fulmine colpì il campanile, causando vari danni alla cella campanaria e al tetto, che furono ricostruiti in stile neoromanico.
Il 23 dicembre del 2008 la chiesa fu danneggiata dalle scosse sismiche; per questo nel 2013 fu sottoposta a un intervento di consolidamento strutturale.

## Descrizione

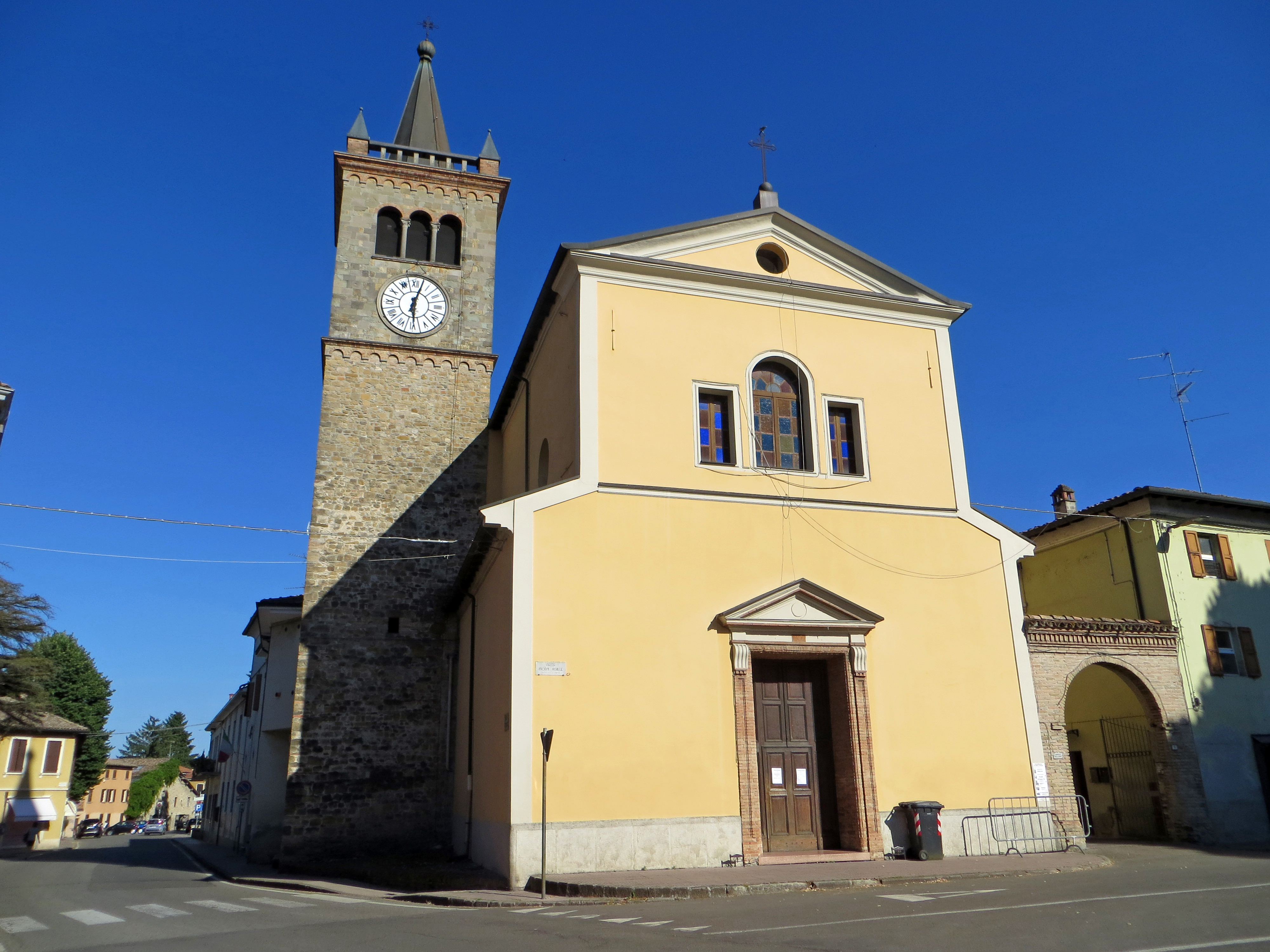
Facciata e lato nord

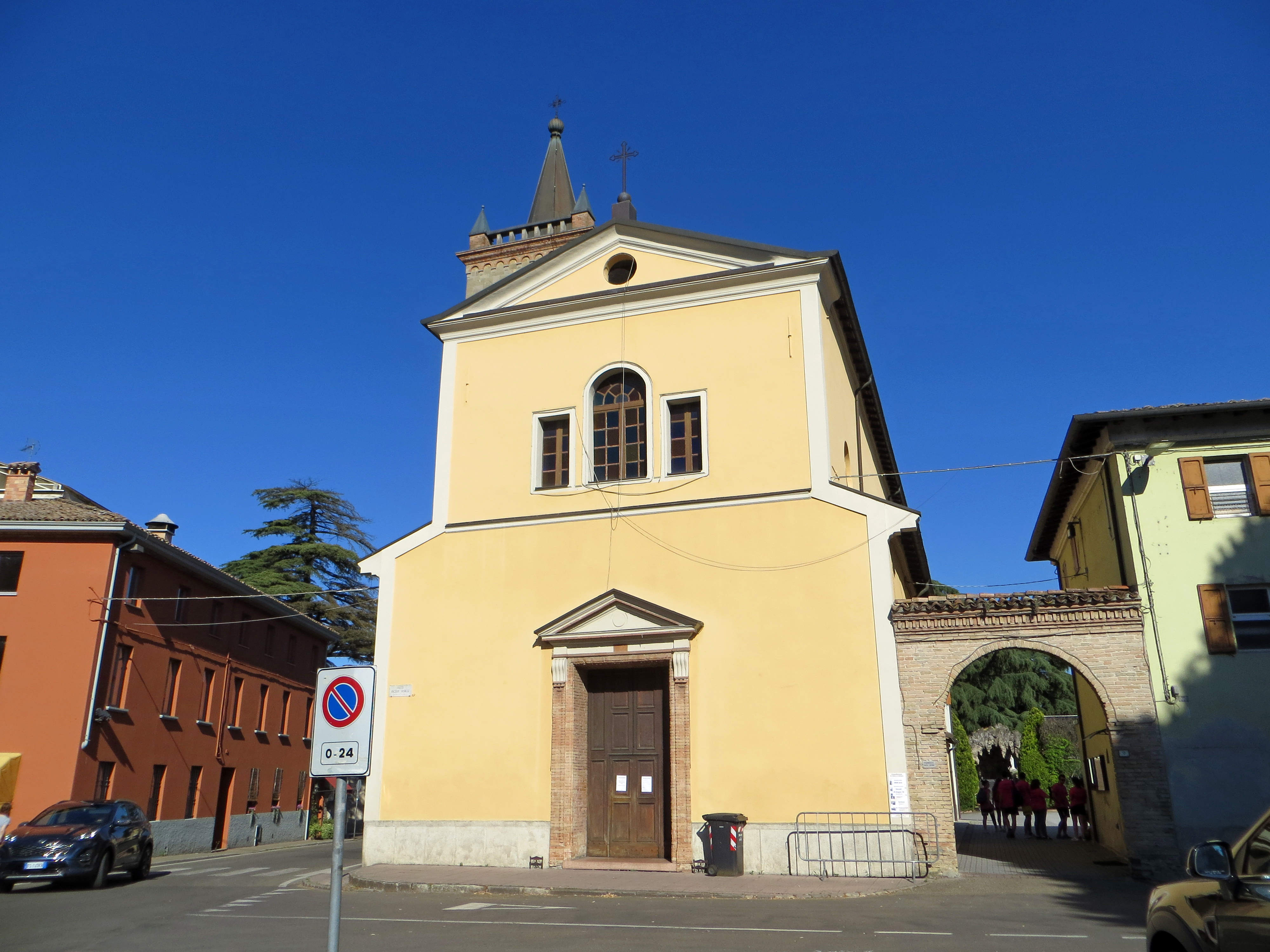
Facciata

La chiesa si sviluppa su un impianto a navata unica affiancata da tre cappelle per lato, con ingresso a est e presbiterio absidato a ovest.
La simmetrica facciata a salienti, interamente intonacata come il resto dell'edificio, presenta al centro il portale d'accesso delimitato da cornice scanalata in mattoni, coronata sui lati da piccole volute a sostegno dell'elegante frontone triangolare modanato; più in alto si aprono sopra a una sottile fascia orizzontale tre finestre incorniciate, di cui la centrale ad arco a tutto sesto. In sommità, un ampio frontone modanato si staglia a coronamento del prospetto, racchiudendo una piccola apertura circolare nel mezzo.
Sul lato sinistro si innalza in aggetto il campanile in pietra, con basamento romanico; la cella campanaria, ricostruita nel 1896, si affaccia sui quattro lati attraverso trifore ad arco a tutto sesto, mentre in sommità si eleva, dietro alle balaustre perimetrali, un'alta guglia a pianta ottagonale.
All'interno la navata, coperta da volta a botte lunettata decorata con affreschi, è affiancata da una serie di lesene coronate da capitelli dorici, a sostegno del cornicione perimetrale in aggetto; ai fianchi si aprono le ampie arcate a tutto sesto delle poco profonde cappelle laterali, che ospitano alcune opere di pregio, tra cui gli oli raffiguranti la Vergine col Bambino, dipinta nel XVIII secolo da un allievo di Clemente Ruta, la Presentazione al Tempio, eseguita da un anonimo parmense del XIV secolo, la Vergine col Bambino e santi, risalente al XVII secolo, la Madonna col Bambino, attribuita a Clemente Ruta, e San Girolamo, databile alla fine del XVI secolo.
Il presbiterio absidato, illuminato da due finestre laterali, è arricchito dall'altare maggiore con paliotto risalente all'incirca al 1750.
Altri altari sono conservati nelle cappelle laterali; degni di nota sono l'altare con ancona della terza cappella di sinistra, realizzato intorno al 1700, l'altare ligneo neoclassico della terza cappella di destra, risalente alla seconda metà del XVIII secolo, e l'altare con ancona della seconda cappella di destra, intagliato nel 1751.